# Sigrid Undset
Sigrid Undset, norveška pisateljica, prejemnica Nobelove nagrade za književnost leta 1928; * 20. maj 1882, † 10. junij 1949.
Undset se je rodila v Kalundborgu na Danskem, vendar se je družina preselila na Norveško, ko je bila Sigrid stara dve leti. Leta 1924 se je spreobrnila h katoliški veri. Leta 1940 je zaradi nasprotovanja nacistični Nemčiji, nemške invazije in zasedbe Norveške pobegnila v ZDA. Po koncu druge svetovne vojne se je leta 1945 vrnila na Norveško.
Njeno najbolj znano delo je trilogija Kristina Lavransova hči, slika življenja v srednjeveški Skandinaviji, kot ga je doživljala glavna junakinja romana. Trije deli, razpeti med Kristinino rojstvo in smrt, so prvič izšli med letoma 1920 in 1922.

## Življenjepis

### Zgodnje življenje
Sigrid Undset se je rodila 20. maja 1882 v danskem mestecu Kalundborg na rojstnem domu svoje matere, Charlotte Undset (1855–1939, roj. Anna Maria Charlotte Gyth). Sigrid je bila najstarejša od treh hčera. Skupaj z družino se je stara dve leti preselila na Norveško.
Odraščala je v norveški prestolnici Oslu (ali Kristjaniji, kot so kraj imenovali do leta 1925). Ko je bila stara 11 let, ji je po dolgi bolezni umrl oče, norveški arheolog Ingvald Martin Undset (1853–1893). Zaradi gospodarskih razmer, v katerih se je s smrtjo znašla družina, se je Undsetova morala odreči sanjam o univerzitetni izobrazbi. Po enoletnem šolanju za poklic tajnice se je stara 16 let zaposlila in 10 let delala kot tajnica. Leta 1907 se je včlanila v norveško društvo avtorjev in med letoma 1933 in 1935 vodila literarno zbornico, od 1936 do 1940 pa samo društvo.

### Pisateljica
Poleg svoje zaposlitve kot tajnica se je Sigrid Undset ukvarjala s pisanjem in študijem. Stara 16 let se je prvič lotila romana, ki ga je umestila v nordijski srednji vek. Rokopis, zgodovinski roman, postavljen v srednjeveško Dansko, je dokončala, ko ji je bilo 22 let. Založniška hiša pa je delo zavrnila.
Kljub temu je dve leti kasneje je dokončala še en rokopis, a tokrat precej manj obsežno delo, ki je obsegalo le 80 strani. Srednji vek je tokrat dala na stran in namesto tega realistično opisala žensko iz srednjega sloja sodobne Kristianie. Tudi to delo je založnik sprva zavrnil, pozneje pa ga je sprejel. Junakinja dela Gospa Marta Oulie je že s prvim stavkom poskrbela za škandal: »Svojemu možu sem bila nezvesta«.
Sigrid Undset se je tako stara 25 let pojavila na književnem odru, s kratkim realističnim prvencem o prešuštvu s sodobnim ozadjem. Delo je vzburilo bralstvo in avtorica je na Norveškem postala znana kot obetajoča mlada pisateljica. Do 1919 je Undsetova objavila vrsto romanov, ki se dogajajo v sodobni Kristianii. Njeni sodobni romani iz obdobja 1907–1918 slikajo mesto in njegove prebivalce. Gre za zgodbe o delavcih, o običajnih družinskih usodah, o razmerjih med starši in otroci. Njene glavne teme so ženske in njihove ljubezni. Ali »nemoralna vrsta« (ljubezni), kot je glavno temo del na za njo tipičen redkobeseden in ironičen način opisala sama.
Realistično obdobje je dosegla vrhunec v romanih Jenny (1911) in Pomlad (1914). Osrednja oseba prvega dela je slikarka, ki zaradi romantičnih kriz pride do prepričanja, da svoje življenje zapravlja; na koncu stori samomor. Drugo delo piše o ženski, ki uspe tako sebe kot tudi svojo ljubezen obvarovati pred resno zakonsko krizo in ob koncu ustvariti varno družino.
Knjige Undsetove so se od vsega začetka dobro prodajale; po objavi svoje tretje knjige je odpovedala svojo pisarniško službo in se odločila živeti od pisanja. Pisateljska štipendija, ki so ji jo dodelili, ji je omogočila dolgo potovanje po Evropi. Po kratkem postanku na Danskem in v Nemčiji je odpotovala v Italijo in decembra 1909 prispela v Rim, kjer je ostala devet mesecev. Njeni starši so z Rimom imeli tesne stike in med svojim bivanjem je sledila njihovim stopinjam. Srečanje z južno Evropo ji je pomenilo veliko; v krogu skandinavskih umetnikov in pisateljev v Rimu je sklenila številna prijateljstva.

### Zakon in otroci
V Rimu je Undsetova spoznala svojega bodočega moža. Anders Castus Svarstad je bil norveški slikar, devet let starejši od nje. Poročila sta se 3 leta kasneje. Undsetova je bila tedaj stara 30 let. Svarstad je bil namreč poročen, z ženo in tremi otroki na Norveškem. Trajalo je skoraj tri leta, preden se je Svarstad dokočno ločil od svoje prve žene.
Sigrid in Anders sta se poročila leta 1912 in naslednjih šest mesecev preživela v Londonu. Iz Londona sta se vrnila v Rim, kjer se je januarja 1913 rodil njun prvi otrok. Bil je deček, ime je dobil po svojem očetu. Kasneje je rodila še enega otroka in prevzela v skrb tudi tri otroke iz moževega prvega zakona. To so bila zanjo težka leta: deklica, njen drugi otrok, je bila duševno prizadeta, tako kot eden od Svarstadovih sinov.
Nadaljevala je s pisanjem in dokončala svoje zadnje realistične romane in zbirke kratkih zgodb. Udeleževala se je tudi razprav o aktualnih temah ženske emancipacije in drugih etičnih in moralnih vprašanjih. Imela je občuten polemični dar, bila je kritična, kar se tiče emancipacije in, s prvo svetovno vojno na obzorju, nevarnosti moralnega in etičnega razsula.
V začetku leta 1919 se je s svojima otrokoma preselila v Lillehammer, mestece v Gudbrandski dolini v jugovzhodni Norveški. Pričakovala je svojega tretjega otroka. Namen je bil, privoščiti si v Lillehammru odmor, potem pa se takoj, ko Svarstad uredi njuno novo hišo, preseliti nazaj v Kristjanijo. Zakon pa je razpadel in sledila je razveza zakona. Avgusta 1919 je v Lillehammerju rodila svojega tretjega otroka. Odločila se je za stalno preselitev v Lillehammer; po dveh letih je bil njen novi dom, imenovan Bjerkebæk, dokončan: velika lesena hiša tradicionalne norveške arhitekture, z velikim ograjenim vrtom, s pogledom na mesto in okoliške vasi. Tukaj se je lahko umaknila vase in se osredotočila na pisanje.

### Kristina Lavransova hči
Po rojstvu svojega tretjega otroka, z varno streho nad glavo, se je lahko lotila velikega projekta, romana Kristina Lavransova hči. Vsebina ji je bila domača, saj je nekoč že napisala kratek roman o obdobju v norveški zgodovini, ki je blizu predkrščanski dobi. Objavila je bila tudi norveški povzetek Legend o Arturju. Preštudirala je stare nordijske rokopise in srednjeveške kronike, ob obiskih srednjeveških cerkva in samostanov, doma in v tujini, je bila poglobila svoje znanje. Postala je avtoriteta za obdobje o srednjega veka in pustila za sabo mlado avtorico prvenca o srednjem veku. Kaj je od tistih časov doživela, ni bilo samo stvar zgodovine in literature, temveč tudi stvar njenega osebnega razvoja. Doživela je in preživela ljubezen in strast. Obupavala je nad boleznijo sveta, ki je prestajal pokol prve svetovne vojne. Ko je leta 1919 začela pisati roman Kristina Lavransova hči, je vedela, kaj je življenje.
Kristina  Lavransova hči je seveda zgodovinski roman, vendar več kot samo to, saj zgodovinski vidiki v njem niso najbolj pomembni. Ozadje je zgodovinsko gledano natančno, realistično, nikoli ni romantizirano; to ni beg pisateljice iz dandanašnjega časa v nejasna hrepenenja po preteklosti. Namesto tega Undsetova v teh treh delih človeška čustva sreče in žalosti, ljubezni in obupa presadi v daljno preteklost. Da se je Sigrid Undset odločila za srednji vek, je pripisati njenemu občudovanju krščanske kulture srednjega veka. Svoje protagoniste prestavlja v daljno preteklost, da lahko vzpostavi za pisatelja nujno razdaljo. Zavedala se je, da kot pisateljica stoji na pragu nečesa novega v svojem življenju; iskala je potrebno razdaljo in jo našla v povratku v srednji vek. »Našla sem tla pod nogami, in to brez tuje pomoči«, je pisala prijatelju.
Ko piše o glavni osebi romana, ji gre za skrivnosti življenja, kot ga je izkusila sama. Vse njene osebe, tudi manjše, so brezčasne, kompleksne v njih podrobnostih in večplastne kot pri Shakespeareu. Gospa Undset jih je postavila v čas in kraj, ki bralcu prav tako zaživi kot osebe same. Gre za mesto Oslo, kot ga je poznala, za ljubljeno Gudbrandsko dolino in okraj Trøndelag njenega očeta.
Šele po koncu njenega zakona je Sigrid Undset bila dovolj zrela za pisanje svoje mojstrovine. Med leti 1920 in 1927 je najprej objavila tri dele Kristine in nato roman Olav (Audunssøn) v štirih delih. Obenem s tem ustvarjalnim procesom je iskala smisel za svoje življenje in našla odgovor v Bogu.

### Katolištvo
Starša Sigrid Undset sta bila ateista in čeprav so vse tri hčerke bile krščene in so, v soglasju z normo tistih dni, z materjo redno obiskovale domačo Luteransko cerkev, je bilo družinsko okolje posvetno. Undset je velik del svojega življenja bila agnostik, vendar pa sta zakon in izbruh prve svetovne vojne vplivala nanjo. V tistih težkih letih je znašla v verski krizi, ki je sprva bila skoraj neopazna, potem pa vse bolj izrazita. Kriza jo je iz jasnega agnostičnega skepticizma skozi boleče nelagodje ob etičnem razsulu sodobnosti privedla v krščanstvo.
V vseh njenih delih je čutiti za skrivnosti življenja pozorno oko, za vse, kar misel in človeški razum nista sposobna razložiti. Za njenim treznim, skoraj brutalnim realizmom je vedno čutiti vprašanja brez odgovora. Vsekakor je ta kriza korenito spremenila njena mnenja in pojmovanja. Nekoč je verjela, da je človek ustvaril Boga, sedaj pa je začela verjeti, da je Bog ustvaril človeka.
Vendar pa ni vstopila v norveško luteransko cerkev, ki jo je spremljala od otroštva, temveč je novembra 1924 prejela katoliško vero, potem ko jo je na ta korak temeljito pripravil duhovnik v njeni lokalni župniji. Stara je bila 42 let. Kasneje se je kot laik pridružila dominikankam.
Takoj po spreobrnitvi je ustvarila delo Olav, Audunov sin. Čas in kraj dogajanja tega romana je Norveška, ko je še bila katoliške vere. Pisateljica se veliko ukvarja z odnosom med glavnim junakom romana o Boga in z njegovim globoko občutenim grehom. Srednjeveško katoliško cerkev slika v toplih barvah, več ali manj vse cerkvene osebe in menihe kot pozitivne osebnosti.
Spreobrnjenje Sigrid Undset v katoliško vero za Norveškem ni bila senzacija, temveč škandal. Spreobrnitev je tudi odmevala po svetu, saj je ime pisateljice zaradi mednarodnega uspeha Kristine postajalo vse bolj znano. Norveška, skoraj izključno samo luteranska tiste dni, je poznala le nekaj aktivnih katolikov. Nasprotovanje katolištvu je bilo široko razširjeno, ne samo med protestantskim duhovništvom, temveč tudi na splošno med prebivalstvom. Norveško izobraženstvo je bilo prav tako nastrojeno proti katoliški cerkvi, saj se je v občutni meri nahajalo na strani socializma in komunizma. Napadi na njeno vero in značaj so bili na trenutke grobi in zlobni, kar pa je  literarni dar pisateljice samo dodatno vzpodbujalo. Dolga leta je sodelovala v javnih razpravah in se v zaščito katoliške cerkve dodatno izpostavljala, tako da so se je hitro prijeli vzdevki kot "Gospodarica z Bjerkebæka" in "Gospa katoličanka".

### Kasnejša leta
Ustvarjalnega izbruha je bilo enkrat konec in Sigrid Undset je zaplula v mirnejše vode. Po letu 1929 je izdala vrsto romanov, ki so se dogajali v sodobnem Oslu in za katere je značilen močem katoliški element. Teme je našla v majhni skupnosti norveških katolikov. Vendar je tudi v tem okolju njena glavna tema bila ljubezen. Objavila je tudi vrsto obsežnih zgodovinskih del, z umerjenim pogledom na zgodovino Norveške. Poleg tega je prevedla več islandskih sag v novodobno norveščino in objavila vrsto literarnih esejev, predvsem o angleški literaturi. Leta 1934 je objavila avtobiografsko delo Enajstletnica. Brez veliko kamuflaže pripoveduje o svojem otroštvu v Kristjaniji, o svojem bolnem očetu, o domu, bogatem zaradi intelektualnih vrednot in ljubezni. Je ena od najprijetnejših norveških knjig na temo mladega dekleta.
Konec tridesetih let se lotila zgodovinskega romana, ki se dogaja v Skandinaviji 18. stoletja. Prvi del, Gospa Doroteja, je izšel leta 1939. Istega leta je izbruhnila druga svetovna vojna, ki jo je kot pisateljico in kot človeka zlomila - svojega novega romana nikoli ni dokončala. Ko je v zimski vojni Stalin napadel Finsko, je Sigrid Undset v podporo Fincem 25 januarja 1940 darovala svojo Nobelovo nagrado.

### Pregnanstvo
Ko je aprila 1940 Nemčija napadla Norveško, je bila prisiljena na beg. Že zgodaj v tridesetih letih je ostro kritizirala Hitlerja in njene knjige je nacistična Nemčija zelo hitro dala na indeks. Nikakor ni želela priti navzkriž z Gestapom, zato je raje pobegnila na nevtralno Švedsko. Njen najstarejši sin Anders Svarstad, podporočnik v norveški vojski, je 27. aprila 1940, star 27 let padel v spopadu z nemškimi silami pri mostu Segalstad v Gausdalu. Bolna hčerka je Undsetovi umrla tik pred začetkom vojne. Bjerkebæk je zasedel nemški Wehrmacht za potrebe svojih oficirjev. 
Leta 1940 sta Sigrid Undset in njen mlajši sin iz nevtralne Švedske prebegnila v Združene države. Neutrudno se je v svojih govorih, spisih in intervjujih zavzemala za svojo zasedeno domovino in za usodo evropskih Judov. Živela je v Brooklyn Heights v New Yorku. Bila je aktivna v skandinavski Katoliški ligi sv. Ansgarja in napisala več člankov za njen bilten. Ko so nemški okupatorji na smrt obsodili pastorja Kaj Munka in ga 4. januarja 1944 usmrtili, je časopis danskega odpora De frie Danske natisnil obtožbe vplivnih Skandinavcev, med njimi tudi Undsetove.

### Povratek na Norveško in smrt
Po osvoboditvi se je pisateljica izčrpana vrnila leta 1945 domov. Živela je še štiri leta, vendar je kot pisateljica onemela. Umrla je stara 67 let. Pokopali so jo v kraju Mesnali, 15 kilometrov vzhodno od Lillehammra, kjer sta pokopana tudi njena hčerka in v vojni padli sin. Grob označujejo trije črni križi.  

## Slovenski prevodi del
- Gospa Marta Oulie - Ljubljana : Modrijan, 2015; prev. Marija Zlatnar Moe (COBISS)
- Kristina Lavransova hči - Koper : Lipa, 1972;  prev.Josip Prezelj (COBISS)
- Olav, Audunov sin -  ̟Ljubljanaː Cankarjeva založba, 1976; prev. Janko Moder (COBISS)
- Jenny - Murska Sobota ː Pomurska založba, 1967; prev. Janko Moder (COBISS)
- Povest o Viga-Ljotu in Vigdis - Koper : Lipa, 1965; prev. Janko Moder (COBISS)
- Pomlad - Murska Sobota : Pomurska založba, 1974; prev. Janko Moder (COBISS)